# Nati nel 1989/Giugno
| Questa pagina contiene informazioni ricavate automaticamente dalle voci biografiche con l'ausilio del template Bio e di un bot. L'aggiornamento è periodico e automatico e ricostruisce completamente la pagina. Se manca una persona in questa lista, sei pregato di non aggiungerla, ma accertati piuttosto che la sua voce biografica contenga il template Bio e che i dati anagrafici siano correttamente compilati. Se il template Bio manca, inseriscilo tu stesso o, in alternativa, metti l'avviso {{tmp\|Bio}} che ne segnala la mancanza. Se i dati riportati sono sbagliati, correggi direttamente la voce biografica; le modifiche saranno visibili in questa lista entro pochi giorni. Per chiarimenti vedi il progetto biografie. La lista contiene solo le 501 persone che sono citate nell'enciclopedia e per le quali è stato implementato correttamente il template Bio. Pagina aggiornata al 18 ago 2025. |

- 1º giugno - Chaisson Allen, ex cestista e allenatore di pallacanestro statunitense
- 1º giugno - Almir Bekić, calciatore bosniaco
- 1º giugno - Emma Cannon, cestista statunitense
- 1º giugno - Audie Cole, giocatore di football americano statunitense
- 1º giugno - Kane Douglas, rugbista a 15 australiano
- 1º giugno - Karol Hoffmann, triplista polacco
- 1º giugno - Natalija Hončarova, pallavolista ucraina
- 1º giugno - Glorija Kotnik, snowboarder slovena
- 1º giugno - Lucia Krč-Turbová, ex cestista slovacca
- 1º giugno - Ariana Kukors, ex nuotatrice statunitense
- 1º giugno - Brooklyn Lee, ex attrice pornografica statunitense
- 1º giugno - Sammy Alex Mutahi, mezzofondista keniota
- 1º giugno - Meisam Nassiri, lottatore iraniano
- 1º giugno - Rafith Rodríguez, mezzofondista colombiano
- 1º giugno - Kjell Rune Sellin, calciatore norvegese
- 1º giugno - Jonathan Tinhan, ex calciatore francese
- 1º giugno - Jonathan Tornato, cestista francese
- 1º giugno - Zomboy, disc jockey e produttore discografico britannico
- 1º giugno - Jahor Zubovič, calciatore bielorusso
- 1º giugno - Selin Şekerci, attrice turca
- 2 giugno - Freddy Adu, ex calciatore ghanese
- 2 giugno - Liviu Antal, calciatore rumeno
- 2 giugno - Davide Appollonio, ex ciclista su strada italiano
- 2 giugno - Lalita Babar, siepista e mezzofondista indiana
- 2 giugno - Stephan Bender, attore statunitense
- 2 giugno - Austin Davis, ex giocatore di football americano e allenatore di football americano statunitense
- 2 giugno - Christian Haselberger, ex calciatore austriaco
- 2 giugno - Cooper Helfet, giocatore di football americano statunitense
- 2 giugno - Óscar Iglesias, giocatore di calcio a 5 spagnolo
- 2 giugno - Nikolaj Kuksenkov, ex ginnasta ucraino
- 2 giugno - Isbel Mesa, pallavolista cubano
- 2 giugno - Jorge Miramón, calciatore spagnolo
- 2 giugno - Elman Tagaýew, calciatore turkmeno
- 3 giugno - Betssy Chávez, politica e avvocata peruviana
- 3 giugno - Travis Cohn, cestista statunitense
- 3 giugno - Nicole Della Monica, pattinatrice artistica su ghiaccio italiana
- 3 giugno - Óscar Duarte, calciatore costaricano
- 3 giugno - Bangaly Fofana, cestista francese
- 3 giugno - Megumi Han, attrice e doppiatrice giapponese
- 3 giugno - Katie Hoff, ex nuotatrice statunitense
- 3 giugno - Mykola Hrycyna, giocatore di calcio a 5 ucraino
- 3 giugno - Lee Hee-won, attrice sudcoreana
- 3 giugno - Artem Kravec', ex calciatore ucraino
- 3 giugno - Kealaka'i Maiava, ex giocatore di football americano statunitense
- 3 giugno - Jake O'Brien, cestista statunitense
- 3 giugno - Imogen Poots, attrice britannica
- 3 giugno - Régis Ribeiro de Souza, calciatore brasiliano
- 3 giugno - Adriana Salvatierra, politica boliviana
- 3 giugno - Prasiddha Jung Shah, nuotatore nepalese
- 3 giugno - Agnieszka Skrzypulec, velista polacca
- 3 giugno - Linn Sömskar, fondista svedese
- 3 giugno - Anthony Taugourdeau, calciatore francese
- 3 giugno - Stanislav Tymofejenko, cestista ucraino
- 3 giugno - Daniela Vega, attrice e cantante lirica cilena
- 3 giugno - Piotr Wlazło, calciatore polacco
- 3 giugno - Martina Zubčić, taekwondoka croata
- 3 giugno - Tomasz Śnieg, cestista polacco
- 4 giugno - Bi Gan, regista, sceneggiatore e poeta cinese
- 4 giugno - Jack Cornell, giocatore di football americano statunitense
- 4 giugno - Paweł Fajdek, martellista polacco
- 4 giugno - Lorenzo Frutos, calciatore paraguaiano
- 4 giugno - Jeremy O. Harris, drammaturgo, attore e sceneggiatore statunitense
- 4 giugno - Harri Heliövaara, tennista finlandese
- 4 giugno - Franziska Hentke, ex nuotatrice tedesca
- 4 giugno - Bojan Krstevski, cestista macedone
- 4 giugno - Bernard Le Roux, rugbista a 15 francese
- 4 giugno - Silviu Lung, calciatore rumeno
- 4 giugno - Eldar Qasımov, cantante azero
- 4 giugno - Edgaras Želionis, cestista lituano
- 5 giugno - Roxana Cocoș, sollevatrice rumena
- 5 giugno - Jérôme Cousin, ex ciclista su strada e pistard francese
- 5 giugno - Filip Čović, ex cestista serbo
- 5 giugno - Ed Davis, cestista statunitense
- 5 giugno - Christopher Glombard, calciatore francese
- 5 giugno - Yiğit Gökoğlan, calciatore turco
- 5 giugno - Khaleem Hyland, calciatore trinidadiano
- 5 giugno - Marco Insam, hockeista su ghiaccio italiano
- 5 giugno - Antonijo Ježina, calciatore croato
- 5 giugno - Elizabeth Ludlow, attrice statunitense
- 5 giugno - Marianne Mair, ex sciatrice alpina tedesca
- 5 giugno - Natalie Mastracci, canottiera canadese
- 5 giugno - Megumi Nakajima, doppiatrice e cantante giapponese
- 5 giugno - Sarah Podorieszach, ex slittinista canadese
- 5 giugno - Brian Quick, giocatore di football americano statunitense
- 5 giugno - Jesse Sanders, ex cestista statunitense
- 5 giugno - Léo Schwechlen, calciatore francese
- 5 giugno - Gilberto Oliveira Souza Júnior, calciatore brasiliano
- 6 giugno - Prince Amukamara, giocatore di football americano statunitense
- 6 giugno - Lele Blade, rapper italiano
- 6 giugno - Ionuț Balaur, calciatore rumeno
- 6 giugno - Paula Brancati, attrice, produttrice televisiva e doppiatrice canadese
- 6 giugno - Alejandro Gálvez, ex calciatore spagnolo
- 6 giugno - Javi Hernández, calciatore spagnolo
- 6 giugno - Eliud Kiptanui, maratoneta keniota
- 6 giugno - Kazushige Kuboki, ciclista su strada e pistard giapponese
- 6 giugno - Lene Lai, attrice e modella taiwanese
- 6 giugno - DeAndre Lansdowne, cestista statunitense
- 6 giugno - Rodrigo Lindoso, calciatore brasiliano
- 6 giugno - Jacky Meindu, calciatore francese
- 6 giugno - Regina Palušná, ex cestista slovacca
- 6 giugno - Valeria Piazza, modella peruviana
- 6 giugno - Oscar Piris, calciatore argentino
- 6 giugno - Florian Raspentino, calciatore francese
- 6 giugno - Jonathan Reis, ex calciatore brasiliano
- 6 giugno - Robert Sacre, ex cestista statunitense
- 6 giugno - James Slipper, rugbista a 15 australiano
- 6 giugno - Kéven Sousa, calciatore capoverdiano
- 6 giugno - Bradley Sowell, giocatore di football americano statunitense
- 6 giugno - Paweł Wojciechowski, astista polacco
- 6 giugno - Stephen Worgu, ex calciatore nigeriano
- 6 giugno - Willian Farias, calciatore brasiliano
- 7 giugno - Opoku Agyemang, ex calciatore ghanese
- 7 giugno - Polona Batagelj, ex ciclista su strada slovena
- 7 giugno - Davide Candellaro, pallavolista italiano
- 7 giugno - Taeler Hendrix, wrestler statunitense
- 7 giugno - Nicky Kuiper, ex calciatore olandese
- 7 giugno - Stjepan Kukuruzović, calciatore croato
- 7 giugno - Roque Mesa, calciatore spagnolo
- 7 giugno - John Joseph Nevin, pugile irlandese
- 7 giugno - Matt Smith, ex calciatore inglese
- 8 giugno - Mohammed Yaqoub, calciatore emiratino
- 8 giugno - Timea Bacsinszky, ex tennista svizzera
- 8 giugno - Kelvin Beachum, giocatore di football americano statunitense
- 8 giugno - Jelena Ćulafić, ex cestista montenegrina
- 8 giugno - Bastian Doreth, cestista tedesco
- 8 giugno - Tongo Doumbia, calciatore francese
- 8 giugno - Richard Fleeshman, attore e cantautore britannico
- 8 giugno - Anna of the North, cantautrice norvegese
- 8 giugno - Uroš Luković, cestista serbo
- 8 giugno - T.J. McFarland, giocatore di baseball statunitense
- 8 giugno - Travis Meyer, ex ciclista su strada e ex pistard australiano
- 8 giugno - Samuele Montagna, pallavolista italiano
- 8 giugno - Mattia Pellegrin, ex fondista italiano
- 8 giugno - Mitchell Schwartz, ex giocatore di football americano statunitense
- 8 giugno - Enow Juvette Tabot, ex calciatore camerunese
- 8 giugno - Simon Trummer, pilota automobilistico svizzero
- 8 giugno - Minami Tsuda, doppiatrice giapponese
- 8 giugno - Amaury Vassili, tenore francese
- 8 giugno - Ol'ha Žovnir, schermitrice ucraina
- 9 giugno - Johnny Adams, giocatore di football americano statunitense
- 9 giugno - Chloë Agnew, cantante irlandese
- 9 giugno - Merey Aqşalov, pugile kazako
- 9 giugno - Danilo Avelar, ex calciatore brasiliano
- 9 giugno - Balázs Baji, ostacolista ungherese
- 9 giugno - Nicolás Bertochi, calciatore argentino
- 9 giugno - Julie Bresset, mountain biker francese
- 9 giugno - Logan Browning, attrice statunitense
- 9 giugno - Paolo Cardozo, ex calciatore uruguaiano
- 9 giugno - Mattia Cigalini, sassofonista e compositore italiano
- 9 giugno - Kenner Gutiérrez, calciatore costaricano
- 9 giugno - Javi Hervás, calciatore spagnolo
- 9 giugno - Jun Mizutani, tennistavolista giapponese
- 9 giugno - Peter Konz, ex giocatore di football americano statunitense
- 9 giugno - Süleyman Koç, calciatore tedesco
- 9 giugno - Federico Le Pera, attore italiano
- 9 giugno - Matthew Lowton, calciatore inglese
- 9 giugno - Kristaps Mediss, cestista lettone
- 9 giugno - Jude Nworuh, ex calciatore nigeriano
- 9 giugno - Blanca Paloma, cantante e scenografa spagnola
- 9 giugno - Slavko Perović, ex calciatore serbo
- 9 giugno - William Satch, canottiere britannico
- 9 giugno - Konstantin Semënov, giocatore di beach volley russo
- 9 giugno - Koen Van Langendonck, calciatore belga
- 9 giugno - Dídac Vilà, ex calciatore spagnolo
- 9 giugno - Sergio Vittor, calciatore argentino
- 9 giugno - Andreas Vojta, mezzofondista e maratoneta austriaco
- 9 giugno - Katie Zaferes, triatleta statunitense
- 10 giugno - Bae Hye-yun, cestista sudcoreana
- 10 giugno - El Fardou Ben Nabouhane, calciatore francese
- 10 giugno - Aleksandra Bulanova, velocista e mezzofondista russa
- 10 giugno - Josh Chapman, giocatore di football americano statunitense
- 10 giugno - Joel Corry, disc jockey e produttore discografico britannico
- 10 giugno - Pasquale Fazio, ex calciatore italiano
- 10 giugno - James Henry, calciatore inglese
- 10 giugno - Jorge Daniel Hernández, ex calciatore messicano
- 10 giugno - DeAndre Kane, cestista statunitense
- 10 giugno - Norbert Könyves, calciatore ungherese
- 10 giugno - Vincent Laurini, calciatore francese
- 10 giugno - Tshilidzi Nephawe, cestista sudafricano
- 10 giugno - Alexandra Stan, cantante e compositrice rumena
- 10 giugno - Krystal Thomas, ex cestista e allenatrice di pallacanestro statunitense
- 10 giugno - Irene Vecchi, schermitrice italiana
- 11 giugno - Emanuel Aguilera, calciatore argentino
- 11 giugno - Mihail Aleksandrov, ex calciatore bulgaro
- 11 giugno - Lorenzo Ariaudo, dirigente sportivo e ex calciatore italiano
- 11 giugno - Andrea Bassani, cestista italiano
- 11 giugno - Bernardo Espinosa, calciatore colombiano
- 11 giugno - Fagner Conserva Lemos, calciatore brasiliano
- 11 giugno - Demetri Goodson, giocatore di football americano statunitense
- 11 giugno - Maya Moore, ex cestista statunitense
- 11 giugno - Jürgen Mössmer, calciatore tedesco
- 11 giugno - Juan Antonio Ocampo, ex calciatore messicano
- 11 giugno - Joel Sánchez, calciatore peruviano
- 11 giugno - Jaime Simões, calciatore portoghese
- 11 giugno - Aleksandar Stanisavljević, calciatore e ex giocatore di calcio a 5 serbo
- 11 giugno - Paulo Sérgio Luiz de Souza, calciatore brasiliano
- 11 giugno - Nahuel Tetaz Chaparro, rugbista a 15 argentino
- 11 giugno - Vilian, giocatore di calcio a 5 brasiliano
- 11 giugno - Donata Vištartaitė, canottiera lituana
- 12 giugno - Felix Badenhorst, calciatore swati
- 12 giugno - Stephanie Bennett, attrice canadese
- 12 giugno - Jud Birza, attore e modello statunitense
- 12 giugno - Jeff Brooks, cestista statunitense
- 12 giugno - Pablo Crer, pallavolista argentino
- 12 giugno - Tomás Cubelli, rugbista a 15 argentino
- 12 giugno - Andrea Guardini, ex ciclista su strada e pistard italiano
- 12 giugno - Ibrahim Jeilan, mezzofondista etiope
- 12 giugno - Laura Kirkpatrick, modella statunitense
- 12 giugno - Peter Lang, velista danese
- 12 giugno - Rosalyn Lawrence, canoista australiana
- 12 giugno - Shane Lowry, calciatore australiano
- 12 giugno - Andrea Marusic, cestista italiano
- 12 giugno - Branko Pauljević, calciatore serbo
- 12 giugno - Patrick Poetsch, giocatore di football americano tedesco
- 12 giugno - Ryō Tateishi, ex nuotatore giapponese
- 12 giugno - Franklin Vicente, ex calciatore brasiliano
- 13 giugno - Guvna B, cantante e rapper britannico
- 13 giugno - James Calado, pilota automobilistico britannico
- 13 giugno - John Flowers, cestista statunitense
- 13 giugno - Matt Gatens, dirigente sportivo, allenatore di pallacanestro e ex cestista statunitense
- 13 giugno - Diana Hacıyeva, cantante azera
- 13 giugno - Kim Ji-seok, goista sudcoreano
- 13 giugno - Robyn Lawley, supermodella australiana
- 13 giugno - Mihran Manasyan, ex calciatore armeno
- 13 giugno - Sarsa, cantante polacca
- 13 giugno - Leonel Parris, calciatore panamense
- 13 giugno - Kévin Perrot, calciatore francese
- 13 giugno - Maxim Potîrniche, calciatore moldavo
- 13 giugno - Andreas Samarīs, calciatore greco
- 13 giugno - Andreas Sander, sciatore alpino tedesco
- 13 giugno - Nejc Skubic, ex calciatore sloveno
- 13 giugno - Drew Smyly, giocatore di baseball statunitense
- 13 giugno - Hassan Whiteside, cestista statunitense
- 13 giugno - Erica Wiebe, lottatrice canadese
- 13 giugno - Stephanie Zambra, ex calciatrice irlandese
- 14 giugno - Robin Backhaus, nuotatore tedesco
- 14 giugno - Karin Hackl, ex sciatrice alpina e sciatrice freestyle austriaca
- 14 giugno - Guðmundur Steinn Hafsteinsson, ex calciatore islandese
- 14 giugno - Lucy Hale, attrice e cantante statunitense
- 14 giugno - Jay Harbaugh, allenatore di football americano statunitense
- 14 giugno - Cory Higgins, cestista statunitense
- 14 giugno - Aleksandra Ivanovskaja, modella russa
- 14 giugno - Madison Ivy, attrice pornografica statunitense
- 14 giugno - Jerrel Jernigan, giocatore di football americano statunitense
- 14 giugno - Kōhei Katō, calciatore giapponese
- 14 giugno - Muthana Khalid, calciatore iracheno
- 14 giugno - John Millman, ex tennista australiano
- 14 giugno - Junpei Mizobata, attore giapponese
- 14 giugno - Glenn O'Shea, ex pistard e ciclista su strada australiano
- 14 giugno - Elizbar Odikadze, lottatore georgiano
- 14 giugno - Monica Olivia Rodriguez Saavedra, atleta paralimpica messicana
- 14 giugno - Joao Rojas, calciatore ecuadoriano
- 14 giugno - Igor Tratnik, cestista sloveno
- 14 giugno - Mauricio Viana, ex calciatore brasiliano
- 14 giugno - Wei Meng, tiratrice a volo cinese
- 14 giugno - Christian da Silva Fiel, calciatore brasiliano
- 14 giugno - Philipe Fidélis dos Santos, ex calciatore brasiliano
- 14 giugno - Aleksandr Šilkin, bobbista russo
- 15 giugno - Bayley, wrestler statunitense
- 15 giugno - Alexandru Benga, calciatore rumeno
- 15 giugno - Prince Boley, ex calciatore liberiano
- 15 giugno - Giada Borgato, ex ciclista su strada e pistard italiana
- 15 giugno - Víctor Cabedo, ciclista su strada spagnolo († 2012)
- 15 giugno - Kai van Hese, ex calciatore olandese
- 15 giugno - Kallum Higginbotham, calciatore inglese
- 15 giugno - Jason Jung, tennista statunitense
- 15 giugno - Shōma Kamata, ex calciatore giapponese
- 15 giugno - Peter Kennaugh, ex pistard e ciclista su strada britannico
- 15 giugno - Łukasz Krawczuk, velocista polacco
- 15 giugno - Jefferson Mena, calciatore colombiano
- 15 giugno - Ramona Papaioannou, velocista cipriota
- 15 giugno - Alex Puccio, arrampicatrice statunitense
- 15 giugno - Hassan Rahimi, lottatore iraniano
- 15 giugno - Santiago Talledo, attore argentino
- 15 giugno - Teddy Tamgho, ex triplista francese
- 15 giugno - Jennifer Wakefield, hockeista su ghiaccio canadese
- 16 giugno - Cassiano Dias Moreira, calciatore brasiliano
- 16 giugno - J. Harrison Ghee, attore statunitense
- 16 giugno - Osmán Huerta, calciatore cileno
- 16 giugno - Odion Ighalo, calciatore nigeriano
- 16 giugno - Duke Ihenacho, giocatore di football americano statunitense
- 16 giugno - Shyla Jennings, attrice pornografica statunitense
- 16 giugno - Bert-Jan Lindeman, ciclista su strada olandese
- 16 giugno - Yūichi Maruyama, calciatore giapponese
- 16 giugno - Andrea Palini, ex ciclista su strada italiano
- 16 giugno - Ashley Twichell, nuotatrice statunitense
- 17 giugno - Mirka Andolfo, illustratrice e fumettista italiana
- 17 giugno - Simone Battle, cantante, ballerina e attrice statunitense († 2014)
- 17 giugno - Taras Carikaev, ex calciatore russo
- 17 giugno - Queralt Castellet, snowboarder spagnola
- 17 giugno - Nanna Christiansen, calciatrice danese
- 17 giugno - Matteo Legittimo, calciatore italiano
- 17 giugno - Vladimir Lučić, cestista serbo
- 17 giugno - Timote Maamaloa, calciatore tongano
- 17 giugno - Serikjan Mujïqov, calciatore kazako
- 17 giugno - Eefje Muskens, giocatrice di badminton olandese
- 17 giugno - Omar Pinzón, nuotatore colombiano
- 17 giugno - Harun Tekin, calciatore turco
- 17 giugno - Giōrgos Tofas, calciatore cipriota
- 17 giugno - Graham Vigrass, allenatore di pallavolo e ex pallavolista canadese
- 18 giugno - Jonas Acquistapace, ex calciatore tedesco
- 18 giugno - Pierre-Emerick Aubameyang, calciatore francese
- 18 giugno - Ondřej Čelůstka, calciatore ceco
- 18 giugno - Anna Fenninger, ex sciatrice alpina austriaca
- 18 giugno - Chris Harris Jr., ex giocatore di football americano statunitense
- 18 giugno - Dane Haylett-Petty, rugbista a 15 sudafricano
- 18 giugno - Mallory Jansen, attrice australiana
- 18 giugno - Volodymyr Konjev, cestista ucraino
- 18 giugno - Mohammed Mbye, calciatore gambiano
- 18 giugno - Oto Nemsadze, cantante georgiano
- 18 giugno - Renee Olstead, attrice e cantante statunitense
- 18 giugno - Yamilson Rivera, ex calciatore colombiano
- 18 giugno - Jordan Patrick Smith, attore britannico
- 18 giugno - Christopher Wylie, informatico canadese
- 19 giugno - Manea Mohammed, calciatore emiratino
- 19 giugno - Abdelaziz Barrada, calciatore francese († 2024)
- 19 giugno - Thanatta Chawong, calciatrice thailandese
- 19 giugno - Chen Peina, velista cinese
- 19 giugno - Giacomo Gianniotti, attore italiano
- 19 giugno - Miguel Gobbo Diaz, attore dominicano
- 19 giugno - Nanami Inoue, pallavolista giapponese
- 19 giugno - Sōta Kawatsura, velocista giapponese
- 19 giugno - Dave Kearney, rugbista a 15 irlandese
- 19 giugno - Ögmundur Kristinsson, calciatore islandese
- 19 giugno - Oksana Masters, canottiera, fondista e biatleta statunitense
- 19 giugno - Rochele Nunes, judoka brasiliana
- 19 giugno - Juhani Ojala, calciatore finlandese
- 20 giugno - Luke Babbitt, ex cestista statunitense
- 20 giugno - Aleksandr Balandin, ginnasta russo
- 20 giugno - Fraser Brown, rugbista a 15 britannico
- 20 giugno - Jordy Deckers, ex calciatore olandese
- 20 giugno - Andrea Donaera, scrittore e poeta italiano
- 20 giugno - Ana Filip, cestista francese
- 20 giugno - Rachide Forbes, ex calciatore guineense
- 20 giugno - Kostadin Gadžalov, ex calciatore bulgaro
- 20 giugno - Eve Harlow, attrice russa
- 20 giugno - Sebastián Martos, mezzofondista e siepista spagnolo
- 20 giugno - Agustín Mazzilli, hockeista su prato argentino
- 20 giugno - Javier Pastore, ex calciatore argentino
- 20 giugno - Terrelle Pryor, giocatore di football americano statunitense
- 20 giugno - Kyla Richey, pallavolista canadese
- 20 giugno - Giulia Rizzi, schermitrice italiana
- 20 giugno - Lucy Rose, cantante britannica
- 20 giugno - Enzo Adrián Ruiz, calciatore argentino
- 20 giugno - Bhaskar Sunkara, giornalista e politico statunitense
- 20 giugno - Casey Therriault, giocatore di football americano statunitense
- 20 giugno - Ashley Weinhold, tennista statunitense
- 20 giugno - Elliot Williams, ex cestista statunitense
- 21 giugno - Jamar Abrams, cestista statunitense
- 21 giugno - Raheleh Asemani, taekwondoka belga
- 21 giugno - Rodrigo Burgos, calciatore paraguaiano
- 21 giugno - Thomas Edgar, pallavolista australiano
- 21 giugno - Enrico Garozzo, schermidore italiano
- 21 giugno - Demonte Harper, cestista statunitense
- 21 giugno - Devoe Joseph, cestista canadese
- 21 giugno - Abubaker Kaki, mezzofondista sudanese
- 21 giugno - Benjamin Lischka, cestista tedesco
- 21 giugno - Karim Nizigiyimana, calciatore burundese
- 21 giugno - Marco Sarracino, politico italiano
- 21 giugno - Patrick Schönfeld, ex calciatore tedesco
- 21 giugno - Bəxtiyar Soltanov, ex calciatore azero
- 21 giugno - Eial Strahman, ex calciatore argentino
- 21 giugno - Stefan Unterkofler, ex hockeista su ghiaccio italiano
- 21 giugno - Jascha Washington, attore statunitense
- 21 giugno - Yasir Hanapi, calciatore singaporiano
- 22 giugno - Daniel Aase, ex giocatore di calcio a 5 e ex calciatore norvegese
- 22 giugno - Jordan Belchos, pattinatore di velocità su ghiaccio canadese
- 22 giugno - Fredrik Brustad, ex calciatore norvegese
- 22 giugno - Djibril Camara, rugbista a 15 francese
- 22 giugno - Matías Campos, ex calciatore cileno
- 22 giugno - Papa Alioune Diouf, calciatore senegalese
- 22 giugno - Zoran Dragić, cestista sloveno
- 22 giugno - Christian Eyenga, cestista della Repubblica Democratica del Congo
- 22 giugno - Jung Yong-hwa, cantante, produttore discografico e attore sudcoreano
- 22 giugno - Ryan Lindley, ex giocatore di football americano statunitense
- 22 giugno - Andreas Mikkelsen, pilota di rally norvegese
- 22 giugno - Cédric Mongongu, ex calciatore congolese (Repubblica Democratica del Congo)
- 22 giugno - William Mosley, cestista statunitense
- 22 giugno - Benito Santiago, cestista portoricano
- 22 giugno - Chace Stanback, ex cestista statunitense
- 22 giugno - Stophira Sunzu, calciatore zambiano
- 22 giugno - Yared Zinabu, calciatore etiope
- 22 giugno - Dieguinho, giocatore di calcio a 5 brasiliano
- 23 giugno - Narcisse Bambara, ex calciatore burkinabé
- 23 giugno - Lauren Bennett, cantante, ballerina e modella britannica
- 23 giugno - Allie Bertram, attrice canadese
- 23 giugno - Lisa Carrington, canoista neozelandese
- 23 giugno - Oded Gavish, ex calciatore israeliano
- 23 giugno - Marielle Jaffe, attrice statunitense
- 23 giugno - Billie Kay, wrestler australiana
- 23 giugno - Aleksej Kurcevič, cestista russo
- 23 giugno - Denis Majstorović, rugbista a 15 italiano
- 23 giugno - Kristoffer Nordfeldt, calciatore svedese
- 23 giugno - Giovanni Palmieri dos Santos, ex calciatore brasiliano
- 23 giugno - Josh Parker, cestista statunitense
- 23 giugno - Rafael Pires Monteiro, calciatore brasiliano
- 23 giugno - Louis Rossi, pilota automobilistico e pilota motociclistico francese
- 23 giugno - Andreas Seiferth, ex cestista tedesco
- 23 giugno - Ayana Taketatsu, doppiatrice e cantante giapponese
- 23 giugno - Anthony Taylor, pugile e ex artista marziale misto statunitense
- 24 giugno - Meraf Bahta, mezzofondista eritrea
- 24 giugno - Wilmer Crisanto, calciatore honduregno
- 24 giugno - Jarret Eaton, ostacolista e velocista statunitense
- 24 giugno - Rafi Gavron, attore britannico
- 24 giugno - Hayk Išxanyan, ex calciatore armeno
- 24 giugno - Fabian Koch, calciatore austriaco
- 24 giugno - Vjačeslav Kuznecov, ciclista su strada russo
- 24 giugno - Renato Malota, ex calciatore albanese
- 24 giugno - Sofia Mattsson, attrice svedese
- 24 giugno - Ryan Meehan, pallavolista statunitense
- 24 giugno - Shuhrat Muhammadiyev, calciatore uzbeko
- 24 giugno - Kelechi Osemele, giocatore di football americano statunitense
- 24 giugno - Luca Petillo, rugbista a 15 italiano
- 24 giugno - Robbie Ross Jr., giocatore di baseball statunitense
- 25 giugno - Waleed Al-Husseini, saggista e scrittore palestinese
- 25 giugno - Chris Brochu, attore e cantautore statunitense
- 25 giugno - Eugenia Bujak, ciclista su strada e ex pistard polacca
- 25 giugno - Jack Cork, calciatore inglese
- 25 giugno - Valentin Dima, ex calciatore rumeno
- 25 giugno - Alessandro Longhi, calciatore italiano
- 25 giugno - Diego Matías Rodríguez, calciatore argentino
- 25 giugno - Sam Ryder, cantante e chitarrista britannico
- 26 giugno - Münir Recep Aktaş, lottatore turco
- 26 giugno - Jorge Casado, calciatore spagnolo
- 26 giugno - Yannick Eijssen, ex ciclista su strada belga
- 26 giugno - Jordan Glynn, cestista statunitense
- 26 giugno - JOWST, disc jockey e produttore discografico norvegese
- 26 giugno - Emma Lundh, calciatrice svedese
- 26 giugno - Lü Huihui, giavellottista cinese
- 26 giugno - Agnes Osazuwa, velocista nigeriana
- 26 giugno - Ivan Ostojić, calciatore serbo
- 26 giugno - Uğur Pamuk, calciatore azero
- 26 giugno - Nii Plange, ex calciatore ghanese
- 26 giugno - Daniela Schreiber, ex nuotatrice tedesca
- 26 giugno - Elia Soriano, ex calciatore tedesco
- 26 giugno - Pauline Étienne, attrice belga
- 27 giugno - Maxime Berger, pilota motociclistico francese († 2017)
- 27 giugno - Sabino Brunello, scacchista e scrittore italiano
- 27 giugno - Ivica Dimčevski, cestista macedone
- 27 giugno - Kimiko Glenn, attrice e cantante statunitense
- 27 giugno - Nermin Haskić, calciatore bosniaco
- 27 giugno - Hwang Seok-ho, calciatore sudcoreano
- 27 giugno - Damian Janikowski, lottatore polacco
- 27 giugno - Tobias Kempe, calciatore tedesco
- 27 giugno - Eddi La Marra, pilota motociclistico italiano
- 27 giugno - Matthew Lewis, attore britannico
- 27 giugno - Vincent Luis, triatleta francese
- 27 giugno - Michail Miščenko, ex calciatore russo
- 27 giugno - Davide Shorty, cantante e rapper italiano
- 27 giugno - Michele Sodano, politico italiano
- 27 giugno - Frank Stäbler, lottatore tedesco
- 27 giugno - Dmitrij Žerebčenko, schermidore russo
- 28 giugno - Ronny Fredrik Ansnes, fondista norvegese († 2018)
- 28 giugno - Sergio Asenjo, ex calciatore spagnolo
- 28 giugno - Elisa De Marco, youtuber e scrittrice italiana
- 28 giugno - Joshua Dunkley-Smith, canottiere australiano
- 28 giugno - Jorge Luis Díaz Gutiérrez, calciatore uruguaiano
- 28 giugno - Markiplier, youtuber e comico statunitense
- 28 giugno - Mario Fontanella, calciatore italiano
- 28 giugno - Lotta Henttala, ex ciclista su strada finlandese
- 28 giugno - Joe Kovacs, pesista statunitense
- 28 giugno - Mateusz Machaj, calciatore polacco
- 28 giugno - Hiroki Miyazawa, calciatore giapponese
- 28 giugno - Jonathan Monsalve, ciclista su strada venezuelano
- 28 giugno - Michael Ojo, cestista statunitense
- 28 giugno - Aleksandr Sapeta, ex calciatore russo
- 28 giugno - Agustín Silva, calciatore argentino
- 28 giugno - Marko Simonovski, cestista macedone
- 28 giugno - Silas Songani, calciatore zimbabwese
- 28 giugno - Zhang Cheng, calciatore cinese
- 28 giugno - Tomasz Ziętek, attore, musicista e doppiatore polacco
- 29 giugno - Gwen Berry, martellista statunitense
- 29 giugno - Randi Degn, arciere danese
- 29 giugno - Sylvia Hoffman, bobbista e ex sollevatrice statunitense
- 29 giugno - Colton Iverson, ex cestista statunitense
- 29 giugno - Juninho, ex calciatore brasiliano
- 29 giugno - Guimer Justiniano, calciatore boliviano
- 29 giugno - Andreas Nordby, ex giocatore di calcio a 5 e ex calciatore norvegese
- 29 giugno - Denis Reul, hockeista su ghiaccio tedesco
- 29 giugno - Jimmie Rivera, artista marziale misto statunitense
- 29 giugno - Maciej Sadlok, calciatore polacco
- 29 giugno - Shaqwedia Wallace, cestista statunitense
- 30 giugno - Roman Aleksandrov, schermidore uzbeko
- 30 giugno - Marko Biskupović, ex calciatore cileno
- 30 giugno - Chung Woon, calciatore sudcoreano
- 30 giugno - Tommy Defendi, disc jockey, ex attore pornografico e modello statunitense
- 30 giugno - Ludovico Dolfo, pallavolista italiano
- 30 giugno - Dawn Evans, ex cestista statunitense
- 30 giugno - Bruno Fratus, nuotatore brasiliano
- 30 giugno - Vedran Golec, taekwondoka croato
- 30 giugno - Hou Sen, calciatore cinese
- 30 giugno - Asbel Kiprop, mezzofondista keniota
- 30 giugno - Alyssa Lagonia, ex calciatrice canadese
- 30 giugno - Damián Lizio, calciatore argentino
- 30 giugno - Marco Medel, calciatore cileno
- 30 giugno - Ernesto Oglivie, cestista panamense
- 30 giugno - Julia Spetsmark, calciatrice svedese
- 30 giugno - Miguel Vítor, calciatore portoghese
- 30 giugno - Su Yung, wrestler statunitense
- 30 giugno - Giacomo Zoli, rugbista a 15 italiano
- 30 giugno - Petra Zublasing, tiratrice a segno italiana